# Tasmanoperla
Genre
Tasmanoperla est un genre d'insectes plécoptères de la famille des Austroperlidae.

## Distribution
Les espèces de ce genre sont endémiques d'Australie.

## Liste des genres
Selon Plecoptera Species File :
- Tasmanoperla larvalis (Illies, 1969)
- Tasmanoperla thalia (Newman, 1839)

## Publication originale
- Tillyard, R. J. 1921 : A New Classification ofthe Order Perlaria. Canadian Entomologist, vol. 53, p. 35-43 (texte intégral)